# Hypermastie

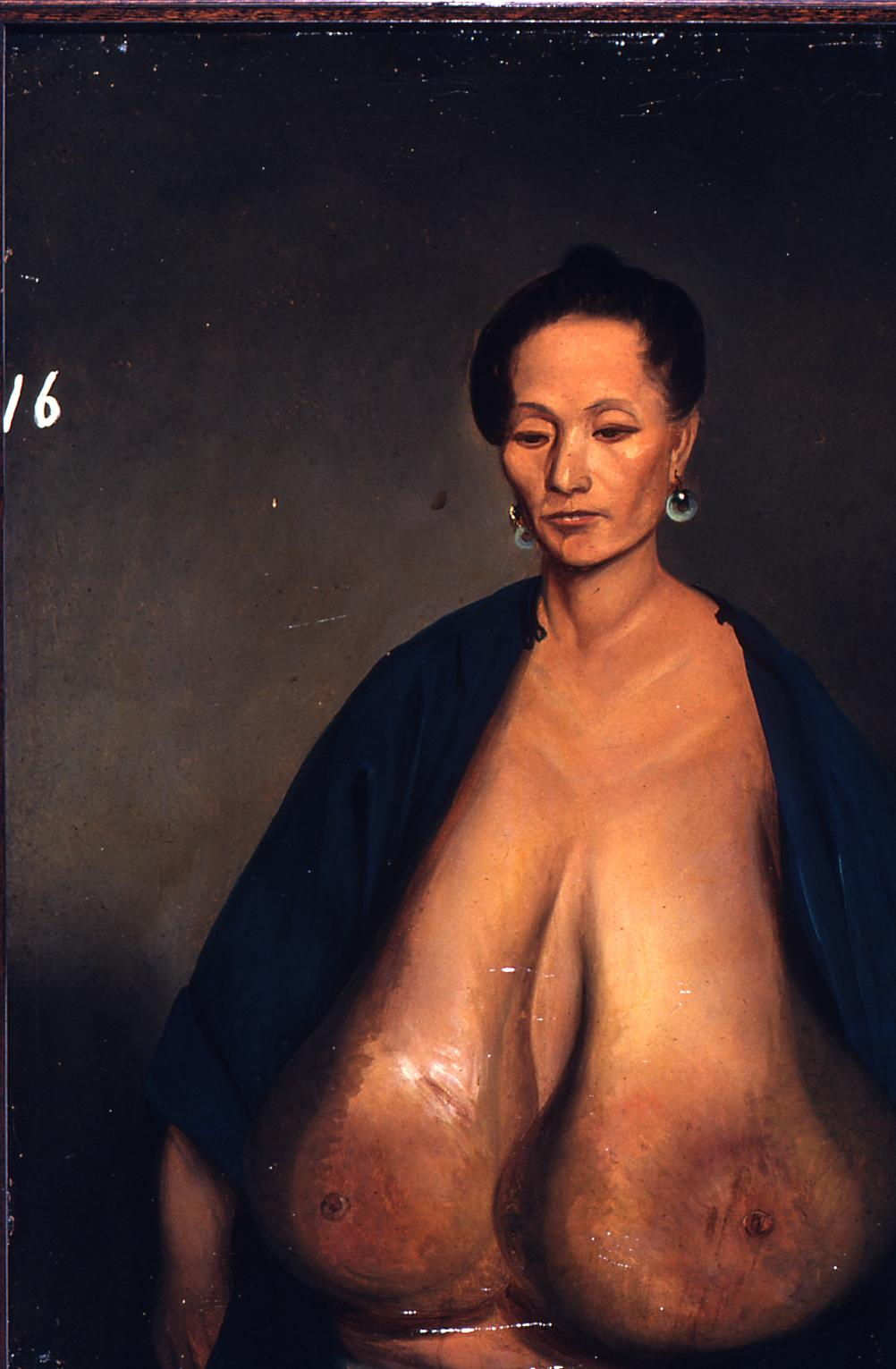
Représentation d'une femme atteinte d'hypermastie.

L’hypermastie, ou hypertrophie mammaire, est l'augmentation du volume des seins au-delà de la normale.

## Normes et anormalité
Il est admis que le volume d’un sein normal se situe entre 200 et 350 cm3. Au delà l'hypertrophie est successivement qualifiée de modérée (entre 400 et 600 cm3) ; importante, très importante, puis à partir de 1 500 cm3 on parle de gigantomastie. 

## Contextes de survenue
Lorsqu'elle se constitue chez la jeune fille en période pubertaire on parle de gigantomastie juvénile ou d'hypertrophie virginale. Elle est alors bénigne et de cause inconnue,.
L'hypertrophie mammaire peut survenir pendant la grossesse, à la suite de la prise de certains médicaments, ou sans contexte particulier on parle alors d'hypermastie ou gigantomastie idiopathique.

## Complications
La première conséquence est la ptose mammaire ou descente du sein, par excès de volume,. L'indication opératoire sera en partie liée aux conséquences de seins trop lourds : douleurs dans le dos et la nuque qui aggravent la souffrance psychique des patientes et engendrent des modifications posturales vers l'avant, plus ou moins conscientes, dans le but de dissimuler la taille des seins avec une position de cyphose dorsale, épaules projetées en avant. 

## Traitement
Le traitement est le plus souvent chirurgical consistant en une plastie mammaire de réduction,. Le port d’un soutien-gorge adapté est recommandé. En France, le coût de l'intervention est pris en charge par la sécurité sociale dès lors que 300 grammes sont enlevés par sein. 